# Vittorio Veneto
Vittorio Veneto (oprindeligt Vittorio) er en by og kommune i det nordlige Italien ved foden af Dolomitterne.
Byen er opstået som en samling af de middelalderlige byer Ceneda (i syd) og Serravalle (i nord) i 1866 og har sit navn efter den daværende italienske konge Vittorio Emanuele II.
I oktober 1918 var området skueplads for Slaget ved Vittorio Veneto, det sidste og afgørende slag i 1. verdenskrig mellem Italien og Østrig-Ungarn. Slaget blev en sejr for italienerne og der blev indgået fred med østrigerne den 4. november 1918.
Til minde om denne store sejr, fik byen i 1923 tilføjet Veneto efter den region, som den ligger i.